# Economia da Bélgica
A moderna economia de mercado da Bélgica é beneficiada pela localização geográfica privilegiada do país na Europa, por uma rede de transportes bastante desenvolvida, e por uma base industrial e comercial diversificada
A indústria está concentrada principalmente na região de Flandres, ao norte.
Com poucos recursos naturais, o país importa grandes quantidades de matérias primas e exporta principalmente manufaturados. O resultado é uma economia bastante dependente dos mercados mundiais.
Cerca de 3/4 do comércio do país é feito com outros países da União Europeia. Em 2009 a economia do país retraiu-se 2,7%, o desemprego cresceu ligeiramente e o déficit orçamentário piorou devido à ajuda em larga escala ao setor financeiro. O déficit orçamentário cresceu para 4,8% do PIB em 2010, enquanto a dívida pública superava os 100% do PIB no mesmo ano.
O país é o 15º no ranking de competitividade do Fórum Econômico Mundial.

## Comércio exterior
Em 2020, o país foi o 13º maior exportador do mundo (US $ 445,2 milhões em mercadorias, 2,4% do total mundial). Na soma de bens e serviços exportados, em 2019 chegava a US $ 431,9 bilhões e ficava em 18º lugar mundial. Já nas importações, em 2019, foi o 13º maior importador do mundo: US $ 395,7 bilhões.

## Setor primário

### Agricultura
A Bélgica produziu, em 2019:
- 5,0 milhões de toneladas de beterraba, que serve para produzir açúcar e etanol (um dos 20 maiores produtores do mundo);
- 4 milhões de toneladas de batata (um dos 25 maiores produtores do mundo);
- 1,9 milhões de toneladas de trigo;
- 527 mil toneladas de alface e chicória;
- 429 mil toneladas de milho;
- 401 mil toneladas de cevada;
- 332 mil toneladas de pera (8º maior produtor do mundo);
- 322 mil toneladas de cenoura;
- 270 mil toneladas de tomate;
- 259 mil toneladas de maçã;

Além de outras produções de outros produtos agrícolas.

### Pecuária
Na pecuária, a Bélgica produziu, em 2019: 1 milhão de toneladas de carne suína; 4,3 bilhões de litros de leite de vaca; 440 mil toneladas de carne de frango; 263 mil toneladas de carne bovina, entre outros.

## Setor secundário

### Indústria
O Banco Mundial lista os principais países produtores a cada ano, com base no valor total da produção. Pela lista de 2019, a Bélgica tinha a 29ª indústria mais valiosa do mundo (US $ 64,8 bilhões).
Em 2019, a Bélgica era o 29ª maior produtor de veículos do mundo (285,7 mil) e não tinha produção de aço- era o 9º maior importador do mundo em 2017 (14,1 milhões de toneladas) e depois reexporta uma parte, sendo o 10º maior reexportador (4 milhões de toneladas). O país é um famoso produtor de cerveja, tendo sido, em 2018, o 19º maior produtor do mundo (na cerveja à base de cevada). O país é mais famoso, no entanto, pela produção de chocolate, onde foi o 2º maior exportador do mundo em 2016 pelo valor da exportação - apesar do país não produzir cacau.

### Energia
Nas energias não-renováveis, em 2020, o país não produzia petróleo. Em 2019, o país consumia 683 mil barris/dia (28º maior consumidor do mundo). O país foi o 17º maior importador de petróleo do mundo em 2013 (618 mil barris/dia). O país também não produz gás natural. Em 2019 o país era o 42º maior consumidor de gás (17,4 bilhões de m3 ao ano) e era o 16º maior importador de gás do mundo em 2010: 19,3 bilhões de m3 ao ano. O país também não produz carvão. Em 2019, a Bélgica também possuía 7 usinas atômicas em seu território, com uma potência instalada de 5,9 GW.
Nas energias renováveis, em 2020, a Bélgica era o 19º maior produtor de energia eólica do mundo, com 4,6 GW de potência instalada, e o 18º maior produtor de energia solar do mundo, com 5,6 GW de potência instalada.

## Setor terciário

### Turismo
Em 2018, a Bélgica foi o 39º país mais visitado do mundo, com 9,1 milhões de turistas internacionais. As receitas do turismo, neste ano, foram de US $ 13,4 bilhões.